# Poesiomat (Žilina)
Poesiomat v Žilině na Slovensku stojí v severní části Parku Ľudovíta Štúra pod mostem s ulicí Mostná; park byl zvolen nejkrásnějším slovenským parkem roku 2020.

## Historie
Poesiomat byl nainstalován v pondělí 6. prosince 2021. Oficiálně byl uveden do provozu začátkem roku 2022; veřejnost však měla možnost jej využívat i ve zkušebním provozu. Přístroj je složen ze čtyř hlavních částí vyrobených z konstrukční oceli, váží přibližně 100 kilogramů a měří 177 centimetrů, pro chod přístroje není potřeba elektrické energie pro její výrobu slouží otočná klika. Vybraná díla z poezie načetli herci Juraj Bernáth a Radka Pavlovčinová. Lze si poslechnout tvorbu například Vlado Jančeka, Kamila Peteraje nebo Dominika Tatarky.